# Rosa Barach

Rosa Barach auf einem Stich aus dem Jahr 1893

Rosa Barach, geborene Gottlob, (* 15. Mai 1840 in Neu Raußnitz, Mähren; † 22. Februar 1913 in Wien) war eine österreichische Erzieherin und Schriftstellerin. Sie schrieb auch unter dem Pseudonym Maria Lavera.

## Leben
Gottlob wurde als älteste Tochter eines Grabsteinhauers und Steinmetz’ in Neu Raußnitz geboren. Die Mutter war kränklich und Gottlob musste bereits im Alter von sieben Jahren durch Häkelarbeit den Lebenserhalt der Familie mitverdienen. Sie besuchte die zweiklassige Normalschule ihres Heimatortes und war nach der Schule als älteste von vier Schwestern – sie hatte auch mehrere Brüder – für die Hausarbeit zuständig. Im Alter von 13 Jahren kam sie auf eigenen Wunsch nach Brünn in die Klosterschule der Ursulinerinnen und bildete sich ab dieser Zeit selbst weiter. Sie lernte Sprachen und beschäftigte sich mit Geografie, Geschichte und Literatur, hier besonders mit den Schriften von Heinrich Heine, Arthur Schopenhauer, Immanuel Kant und Baruch Spinoza. 
Im Kloster hatte sie in ärmlichsten Verhältnissen gelebt und besuchte später eine Höhere Töchterschule, wo sie auch als Näherin unterrichtete. Sie ging nach Neu Raußnitz zurück und half im elterlichen Haushalt. Im Alter von 16 Jahren arbeitete sie als Erzieherin auf einem mährischen Landgut und übernahm mit 21 Jahren eine ähnliche Stellung in Wien, wo sie sich selbst zur Lehrerin weiterbildete. Sie bestand das Lehrerinnen-Examen und gründete 1867 in Rudolfsheim bei Wien eine Höhere Töchterschule. 
Sie heiratete den Mediziner Sigmund Barach und gab die Schule auf, um sich der Erziehung ihrer drei Kinder zu widmen. Sie wandte sich nun zunehmend dem Schreiben zu. Barach verfasste hauptsächlich Erzählungen, Gedichte und Jugendschriften und schrieb für verschiedene Zeitschriften. Sie war die erste Frau, die in Wien öffentliche Vorlesungen hielt und ging auf Lesereise ihrer Gedichte 1882 auch nach Deutschland. Barach gründete in Kahlenbergerdorf ein Kinderasyl und rief den Wiener Schriftstellerinnenverein „Vorwärts“ ins Leben. 
Auf einer Ausstellung in Chicago wurden ihre sämtlichen Schriften prämiert. Für die Erzählungen Soldatenfritze und Aus eigener Kraft erhielt sie einen 1. Preis; beide wurden vom österreichischen Ministerium für Unterricht in allen Schulbibliotheken eingeführt. Einige ihrer Gedichte wurden vertont und fanden in das Repertoire von Männergesangsvereinen Eingang.
Rosa Barach starb am 22. Februar 1913 in Wien. Nach der Eröffnung der Feuerhalle Simmering wurde ihre Asche am 8. Dezember 1925 im dortigen Urnenhain (Abteilung MR, Gruppe 12, Nummer 1G) beigesetzt. Das Grab ist inzwischen aufgelassen.

## Werke
- um 1879: Das deutsche Wort. Gewidmet allen Deutschen
- 1877: Ein Abend unter Freimaurern
- 1878: Aus eigener Kraft (Erzählung)
- 1881: Gefesselt (Lyrische Gedichte)
- 1881: Soldatenfritze
- 1881: Aus vergilbten Blättern (Gedichte)
- 1882: Aus Österreichs Herzen (Liederbuch, mit Karoline Murau)
- 1884: Liebesopfer
- 1889: Franz Josef I.
- 1890: Alle Andern (Jugenderzählungen)
- 1890: Marienkäferchen
- 1891: Wahn und Aberglaube (Erzählung)
- 1891: Aus dem Leben unseres Kaisers (Gedichte)
- 1891: Die Gezeichnete (Erzählung)
- 1892: Stiefmütterchen (Erzählung)
- 1893: Die Frau als Krankenpflegerin
- 1893: Alle drei (Erzählungen)
- 1893: Ein Abend unter Freimaurern
- 1893: Die Bucklige (Erzählung)
- 1898: Mein Vaterland, mein Österreich (Mitarbeit)
- 1910: Um einen Augenblick der Lust (als Maria Lavera)
- o. J.: Hergestellt. Epische Gedichte
- o. J.: Geprüft und bewährt
- o. J.: Unser Kaiser im Liede
- o. J.: Neuhof (Epos)